# Талица (Краснинский район)
Та́лица — деревня в Краснинском районе Липецкой области, входит в состав Краснинского сельсовета.
Расположено в 5 км от центра района — с. Красного.
На железнодорожной линии Елец — Лебедянь имеется станция Лутошкино.
В прошлом цветущая деревня, со своей артезианской скважиной, ЗАГСом, Сельсоветом, отделением почты, ДК, медицинский пункт, находился центр огромного колхоза.
В годы Великой Отечественной войны исполняли свой долг все мужчины в возрасте от 17 лет. Многие не вернулись.
Родом из Талиц Власов Валерий Иванович, который работал советником президента по юридическим вопросам при президенте Ельцине Б. Н.
На момент 29.08. 2012 года деревня не имеет ни одного источника питьевой воды. Единственный колодец не пригоден для питья. А артезианская скважина, водонапорная башня и водопровод не используются из-за запрета властей. Жители привозят воду из с. Красное.
Почвы в данной местности чернозёмные. В округе имеются многочисленные гектары пахотной земли, сдающиеся в аренду. Рядом с деревней леса — Суры, Глухой, Черемушный, Свободный, Школьный сад. Места грибные — чёрный, белый грузди, подгруздок, подберёзовики, подосиновики, маслята, опята, белый гриб. В июне — июле луга и поовражье покрываются ковром полевой клубники.
Администрация — глава сельского поселения Краснинский сельский совет — 
| Телков Алексей Михайлович |

.

## История
Точная дата образования неизвестны. По документам результата переписи 1869 года Орловской губернии Елецкого уезда Верхнедрезгаловской волости указано название Талец. Однако вместе с тем в 1877 году в памятных книжках Орловской губернии указано:
в 1877 году село Решетова Дуброва (Решетово-Дубровское, Тальцы) Краснополянской волости 2-го стана Елецкого уезда Орловской губернии Российской империи, бывшее владельческое, дворов – 40, жителей – 248, церковь приходская, лавка; - в 1877 году в соответствии с адрес-календарём Орловской губернии на 1878 год село Решетова Дуброва значится в составе 5-го благочиннического участка Елецкого уезда Орловской губернии Российской империи;
Также доподлинно известно, что в конце 19 века в Талицах жили, строили дома и имели свой кирпичный завод братья Ахматовы: Павел Савельевич, Митрофан Савельевич. Однако учёные-историки склоняются к мнению, что Талица существовали ещё до 19 века, о чём свидетельствуют медальоны, монеты 18 века, найденные при раскопках. с 1928 по 1953 год деревня Талица относилась к Краснинскому району Орловской области, Воронежской области, с 1953 года — к новообразованной Липецкой области. Многочисленное межевание данной местности привели к неточностям и разрозненности в установлении точных данных об истории сел и деревень современного Краснинского района.
В 19 веке в соседнем селе Сотниковские выселки был барский дом, барское поместье, в котором работала служанкой в 1890-х Дудакова (в девичестве Парамонова) Марфа Устиновна. В Талице на поместных землях выращивали плантации помидоров, огромный барский сад с редкими на то время видами плодово-ягодных деревьев и кустарников.
Ахтаров Василий Иванович 5.05.1922 г.р. житель деревни солдат (сап.бат.) попал в плен 19.08.1941г. в концентрационный лагерь Цайтхайн. Погиб 1.12.1944г. По сведениям из персоналной карточки I переданых в Гестапо. 
https://ru.stsg.de/cms/dokstelle/content/vydacha-spravok/grazhdane-sssr/voennoplennye/dokumenty/personalnaya-kartochka-i/peredan-v-ge#lg=1&slide=1а

## Население
| 2010 | 2011 |
| ---- | ---- |
| 14   | ↗21  |

## Архитектура
В Талице находились историко-архитектурные строения, относящийся к концу 19 века — деревянные дома, построенные без единого гвоздя, которые только после 50х годов 20 века были перекрыты шифером вместо соломы. Были также дома постройки братьев Ахматовых. Но из-за отсутствия должного ухода за участками и климатических аномалий (обильный снегопад в начале 2017 г.) некоторые постройки были обрушены и большинство из них не подлежат восстановлению.